# Trypetisoma zacatecasense
Trypetisoma zacatecasense är en tvåvingeart som beskrevs av Arnaud och Gelhaus 1980. Trypetisoma zacatecasense ingår i släktet Trypetisoma och familjen lövflugor. Inga underarter finns listade i Catalogue of Life.